# Cycas nongnoochiae
Cycas nongnoochiae är en kärlväxtart som beskrevs av Kenneth D. Hill. Cycas nongnoochiae ingår i släktet Cycas, och familjen Cycadaceae. IUCN kategoriserar arten globalt som sårbar. Inga underarter finns listade i Catalogue of Life.